# Tall Hattabat (Dajr Hafir)
Tall Hattabat (arab. تل حطابات) – wieś w Syrii, w muhafazie Aleppo. W 2004 roku liczyła 1254 mieszkańców.